# Собек
Собек (ег. sbk, старогрч. Σοῦχος, лат. Suchus) је по египатској митологији бог у форми крокодила, син богиње Неитх и бога Сенуј. Имао је статус бога крокодила, воде и поплава, па је поштован свуда у делти Нила, а нарочито у својим храмовима Ком Омбо у Горњем Египту и Крокодилополису код Фајума. У Ком Омбу су пронађене хиљаде мумифицираних крокодила. Додатни разлог поштовања био је страх од опасне животиње.
Присуство крокодила у Нилу је за старе Египћане био предзнак плодне године и добре жетве. Стога су крокодили тада сматрани за свете животиње. Собек је господар вода и бог који наводњава поља, стога је сматран симболом плодности. Понекад се представља као вођа фараонових армија.
Бог Собек је представљан као крокодил, или као мушкарац са главом крокодила. Касније је постао синоним за бога Ра у форми Собек-Ра, и приказиван са Сунчевим диском изнад главе. Најчешће му се не приписује божанска пратиља, осим у Ком Омбу где се богиња Хатор представља као његова жена.